# Лорис Каријус
Лорис Каријус (рођен 22. јуна 1993) немачки је фудбалер, који тренутно наступа за Унион Берлин, на позајмици из Ливерпула.
Дебитовао је за Мајнц 05 1. децембра 2012. против Хановера. У сезони 2015/2016. изабран је за трећег најбољег голмана Бундеслиге. За Ливерпул је потписао 25. маја 2016.